# La vie m'a raconté
La vie m'a raconté è il primo album in studio dell'attrice e cantante francese Michèle Mathy, pubblicato nel 2006 dalla RCA Records.

## Tracce
1. La vie m'a raconté – 3:19
2. Sur un fil – 3:56
3. Comme par hasard – 3:47
4. Le bonheur en désordre – 3:44
5. Le grand ecran des souvenirs – 2:56
6. Plus le temps d'attendre – 3:00
7. Miroir – 2:50
8. Le bonheur – 3:13
9. L'abeille – 2:24
10. Le berceuse – 2:21
11. L'endroit de son rêve – 3:34
12. Tout changer – 3:41
13. J'apprendrai – 3:24